# 田悼子
田悼子（？—前405年），父為田莊子田白、弟為田和。陳完之十世孫。立六年死。
田悼子在位六年而卒。田悼子死後，齊國田氏家族分裂成兩派，一派以田和為首，一派以公孫孫（田孫）為首；接著田布殺大夫公孫孫，此舉造成公孫會（田會）反叛，以廩丘投靠趙國。